# Tacoignières
Tacoignières település Franciaországban, Yvelines megyében. Lakosainak száma 1194 fő (2022. január 1.). Tacoignières Bazainville, Orgerus, Prunay-le-Temple és Richebourg községekkel határos.

## Népesség
A település népessége az elmúlt években az alábbi módon változott:
| Lakosok száma | 1043 | 1036 | 1051 | 1034 | 1037 | 1042 | 1092 | 1143 | 1194 |
|               | 2013 | 2015 | 2016 | 2017 | 2018 | 2019 | 2020 | 2021 | 2022 |